# Campsicnemus mirabilis
Campsicnemus mirabilis är en tvåvingeart som beskrevs av Frey 1945. Campsicnemus mirabilis ingår i släktet Campsicnemus och familjen styltflugor. Inga underarter finns listade i Catalogue of Life.